# Anastasia Papadopoulou
Anastasia Papadopoulou (1 de julho de 1986) é uma futebolista grega que atua como atacante.

## Carreira
Anastasia Papadopoulou representou a Seleção Grega de Futebol Feminino, nas Olimpíadas de 2004. 